# بورچی
بورچِی (به ایتالیایی: Burcei) یک کومونه در ایتالیا است که در استان کالیاری واقع شده‌است. بورچی ۹۴٫۸ کیلومتر مربع مساحت و ۲٬۹۴۳ نفر جمعیت دارد و ۶۴۸ متر بالاتر از سطح دریا واقع شده‌است.